# Brandy Carr
Brandy Carr – wieś w Anglii, w hrabstwie ceremonialnym West Yorkshire, w dystrykcie metropolitalnym Wakefield. Leży 12 km na południe od miasta Leeds i 262 km na północ od Londynu.